# Vila Nova (Praia da Vitória)
Vila Nova is een plaats (freguesia) in de Portugese gemeente Praia da Vitória en telt 1729 inwoners (2001). De plaats ligt op het eiland Terceira, onderdeel van de Azoren.